# Portaje
Portaje (extremadurai nyelven Portagi) település Spanyolországban, Cáceres tartományban. Portaje Acehúche, Pescueza, Casillas de Coria, Coria, Torrejoncillo és Portezuelo községekkel határos. Lakosainak száma 380 fő (2024).

## Népesség
A település népessége az elmúlt években az alábbi módon változott:
| Lakosok száma | 403  | 388  | 398  | 415  | 409  | 390  | 386  | 355  | 371  | 380  |
|               | 2001 | 2004 | 2006 | 2009 | 2011 | 2014 | 2016 | 2019 | 2021 | 2024 |